# Накавік
Накавік (англ. Nackawic) — містечко в Канаді, у провінції Нью-Брансвік, у складі графства Йорк.

## Населення
За даними перепису 2016 року, містечко нараховувало 941 особу, показавши скорочення на 10,3%, порівняно з 2011-м роком. Середня густина населення становила 119,3 осіб/км².
З офіційних мов обидвома одночасно володіли 180 жителів, тільки англійською — 755, тільки французькою — 5, а 5 — жодною з них. Усього 20 осіб вважали рідною мовою не одну з офіційних.
Працездатне населення становило 52,5% усього населення, рівень безробіття — 22,4% (28,8% серед чоловіків та 12,5% серед жінок). 91,8% осіб були найманими працівниками, а 7,1% — самозайнятими.
Середній дохід на особу становив $42 893 (медіана $31 200), при цьому для чоловіків — $53 166, а для жінок $30 828 (медіани — $44 160 та $22 080 відповідно).
32,7% мешканців мали закінчену шкільну освіту, не мали закінченої шкільної освіти — 17,9%, 49,4% мали післяшкільну освіту, з яких 27,5% мали диплом бакалавра, або вищий.
| Статево-вікова структура населення | Статево-вікова структура населення | Статево-вікова структура населення | Статево-вікова структура населення | Статево-вікова структура населення |
| ---------------------------------- | ---------------------------------- | ---------------------------------- | ---------------------------------- | ---------------------------------- |
|                                    |                                    |                                    |                                    |                                    |
| Всього                             | Всього                             | 49,2%50,8%                         |                                    |                                    |
| 0 — 14 років                       | 0 — 14 років                       |                                    | 15,4%                              | 15,4%                              |
| 15 — 64 років                      | 15 — 64 років                      |                                    | 56,9%                              | 56,9%                              |
| 65 і більше                        | 65 і більше                        |                                    | 27,7%                              | 27,7%                              |
| 85 і більше                        | 85 і більше                        |                                    | 1,1%                               | 1,1%                               |
| Середній вік (років)               | Середній вік (років)               | 44,946,1                           | 45,6                               | 45,6                               |
| Медіана (років)                    | Медіана (років)                    | 48,448,6                           | 48,5                               | 48,5                               |
| — чоловіки — жінки                 |                                    |                                    |                                    |                                    |

| Походження мешканців:     | Походження мешканців:     | Походження мешканців: | Походження мешканців: | Походження мешканців: |
| ------------------------- | ------------------------- | --------------------- | --------------------- | --------------------- |
| Походження                |                           |                       | осіб                  | %                     |
| Корінні американці        | Корінні американці        |                       | 100                   | 10.64%                |
| Інше північноамериканське | Інше північноамериканське |                       | 455                   | 48.4%                 |
| Європейське               | Європейське               |                       | 630                   | 67.02%                |
| британське                | британське                |                       | 525                   | 55.85%                |
| французьке                | французьке                |                       | 145                   | 15.43%                |
| українське                | українське                |                       | 10                    | 1.06%                 |
| Азійське                  | Азійське                  |                       | 40                    | 4.26%                 |

| Зайнятість населення за галузями (за класифікацією NOC): | Зайнятість населення за галузями (за класифікацією NOC): | Зайнятість населення за галузями (за класифікацією NOC): | Зайнятість населення за галузями (за класифікацією NOC): | Зайнятість населення за галузями (за класифікацією NOC): |
| -------------------------------------------------------- | -------------------------------------------------------- | -------------------------------------------------------- | -------------------------------------------------------- | -------------------------------------------------------- |
|                                                          |                                                          |                                                          |                                                          |                                                          |
| Управління                                               | Управління                                               |                                                          | 7,1%                                                     | 7,1%                                                     |
| Бізнес, фінанси та адміністрування                       | Бізнес, фінанси та адміністрування                       |                                                          | 15,5%                                                    | 15,5%                                                    |
| Природничі та прикладні науки                            | Природничі та прикладні науки                            |                                                          | 9,5%                                                     | 9,5%                                                     |
| Охорона здоров'я                                         | Охорона здоров'я                                         |                                                          | 7,1%                                                     | 7,1%                                                     |
| Освіта, правозахист, муніципальні та урядові служби      | Освіта, правозахист, муніципальні та урядові служби      |                                                          | 9,5%                                                     | 9,5%                                                     |
| Роздрібна торгівля та послуги                            | Роздрібна торгівля та послуги                            |                                                          | 16,7%                                                    | 16,7%                                                    |
| Гуртова торгівля, транспорт та обладнання                | Гуртова торгівля, транспорт та обладнання                |                                                          | 17,9%                                                    | 17,9%                                                    |
| Природні ресурси, сільське господарство                  | Природні ресурси, сільське господарство                  |                                                          | 8,3%                                                     | 8,3%                                                     |
| Виробництво                                              | Виробництво                                              |                                                          | 8,3%                                                     | 8,3%                                                     |

## Клімат
Середня річна температура становить 5°C, середня максимальна – 23,7°C, а середня мінімальна – -16,7°C. Середня річна кількість опадів – 1 086 мм.
| Клімат поселення                              | Клімат поселення | Клімат поселення | Клімат поселення | Клімат поселення | Клімат поселення | Клімат поселення | Клімат поселення | Клімат поселення | Клімат поселення | Клімат поселення | Клімат поселення | Клімат поселення | Клімат поселення |
| Показник                                      | Січ.             | Лют.             | Бер.             | Квіт.            | Трав.            | Черв.            | Лип.             | Серп.            | Вер.             | Жовт.            | Лист.            | Груд.            |                  |
| Середній максимум, °C                         | −4,82            | −3,19            | 2,81             | 9,70             | 16,59            | 21,83            | 23,72            | 22,83            | 17,76            | 11,61            | 5,48             | −2,37            |                  |
| Середня температура, °C                       | −10,77           | −9,16            | −3,15            | 3,76             | 10,63            | 15,86            | 19,38            | 18,47            | 13,42            | 7,26             | 1,14             | −6,72            |                  |
| Середній мінімум, °C                          | −16,73           | −15,13           | −9,12            | −2,21            | 4,67             | 9,90             | 15,03            | 14,13            | 9,08             | 2,92             | −3,23            | −11,05           |                  |
| Норма опадів, мм                              | 95               | 63               | 84               | 86               | 99               | 87               | 101              | 89               | 90               | 93               | 105              | 94               |                  |
| Середньомісячна швидкість вітру, м/с          | 3.52             | 3.62             | 3.82             | 3.69             | 3.41             | 3.00             | 2.70             | 2.52             | 2.81             | 3.16             | 3.40             | 3.51             |                  |
| Середньомісячна сонячна радіація, кДж/м²·день | 5209             | 8451             | 12137            | 15498            | 18377            | 20346            | 19854            | 17660            | 13195            | 8314             | 4969             | 4088             |                  |
| --------------------------------------------- | ---------------- | ---------------- | ---------------- | ---------------- | ---------------- | ---------------- | ---------------- | ---------------- | ---------------- | ---------------- | ---------------- | ---------------- | ---------------- |
| Джерело:                                      |                  |                  |                  |                  |                  |                  |                  |                  |                  |                  |                  |                  |                  |